# 勞拉的原型
《劳拉的原型》是俄罗斯裔美国作家弗拉基米尔·納博科夫未完成的一部长篇小说。
弗拉基米尔·納博科夫在去世前害怕最後一部作品不够完美，而要求妻子销毁。而他的妻子把未完成的手稿存进了瑞士银行，在30年来引起了文学界的争论。纳博科夫之子迪米利特最终决定将本书於2009年11月17日出版。中文版權由上海译文出版社獲得，於2011年2月出版。

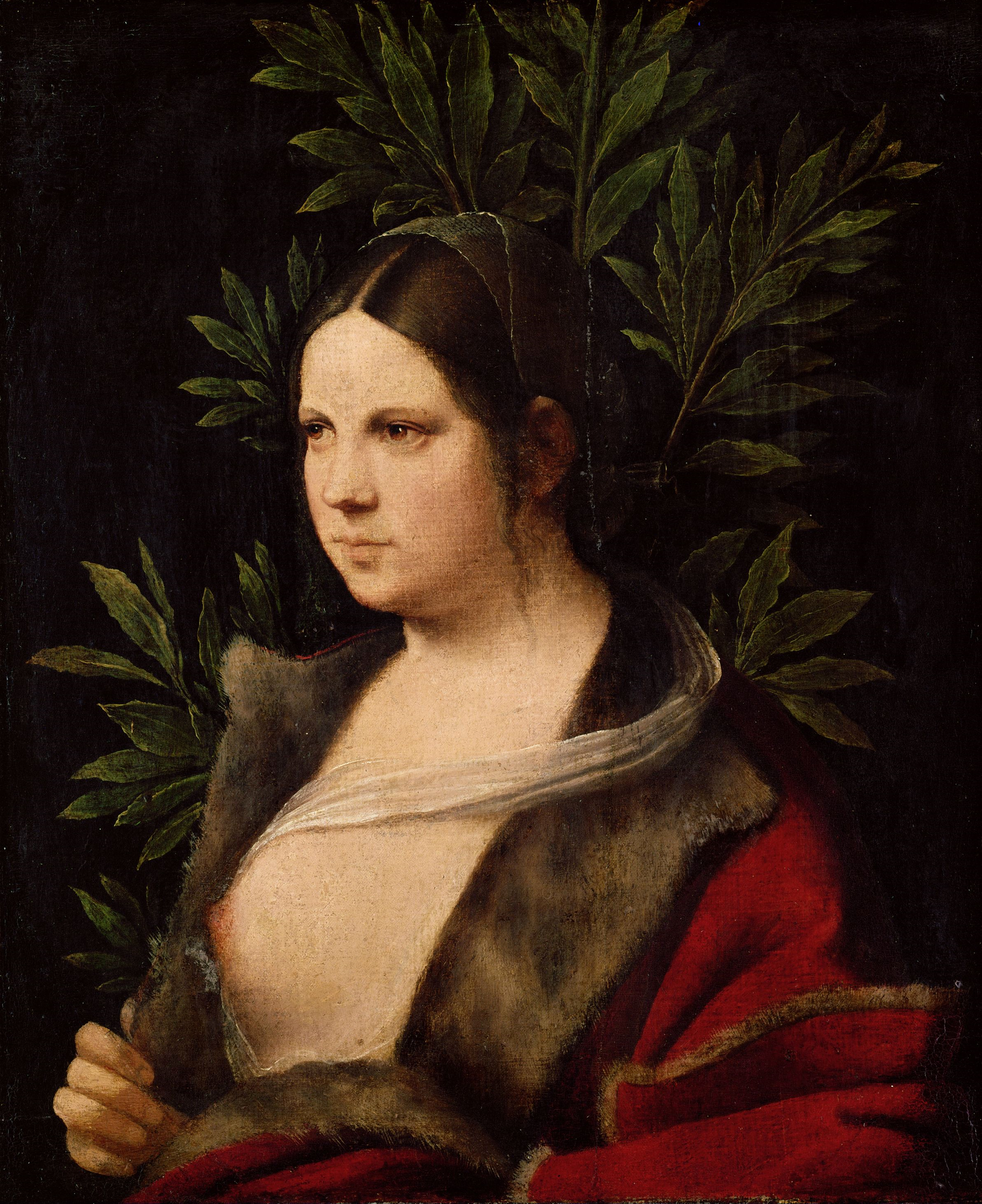
劳拉畫像
喬爾喬內畫於1506年